# Exosome (vésicule)
Pour les articles homonymes, voir Exosome (homonymie).

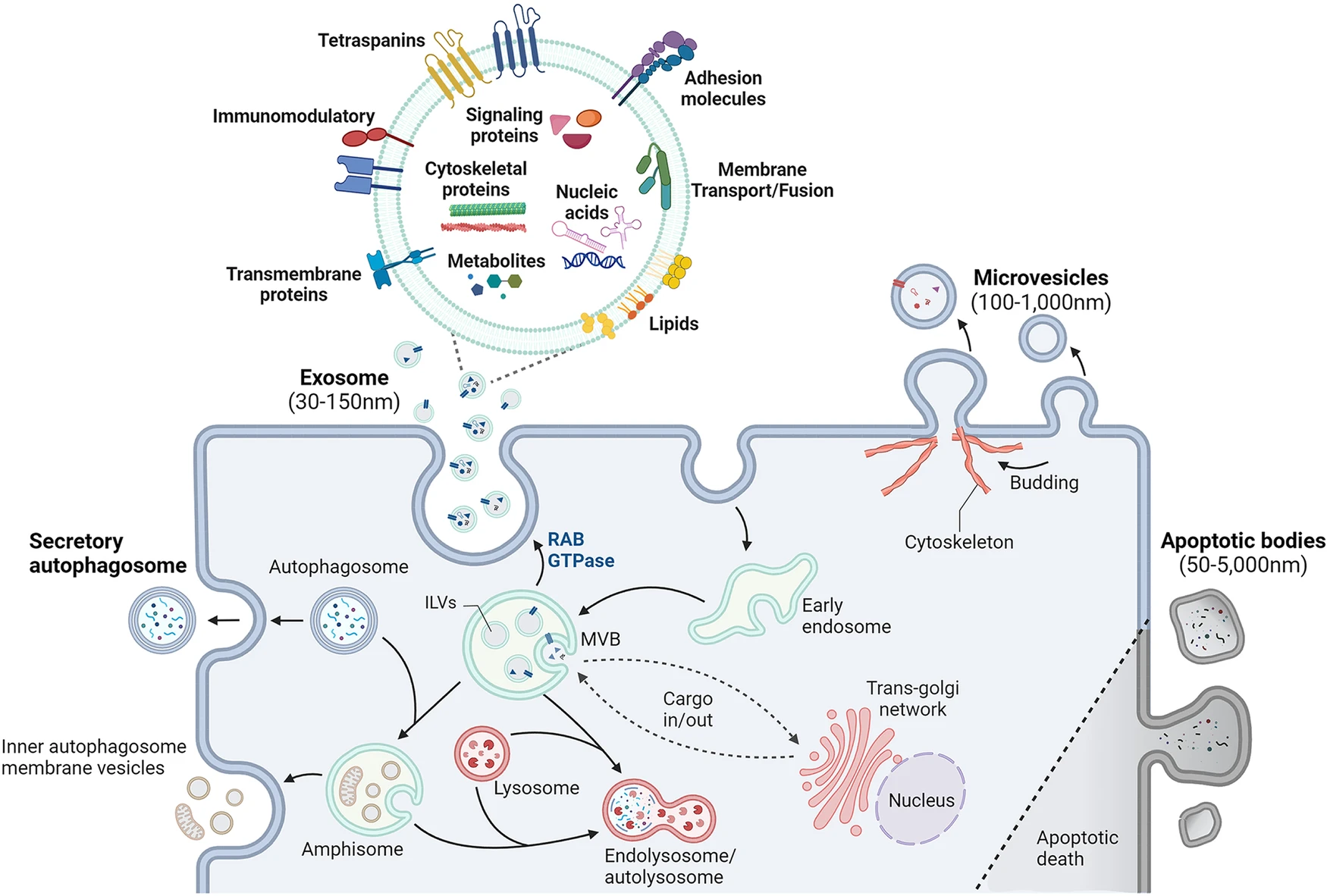
Formation des exosomes et autres vésicules extracellulaires. Après l'endocytose, les premiers endosomes subissent une maturation dans les corps multivésiculaires (MVB), au cours de laquelle ils forment des vésicules intraluminales (ILV) par bourgeonnement de la membrane interne. Les vésicules intraluminales fusionnent avec les lysosomes et s'ancrent à la périphérie cellulaire pour la sécrétion d'exosomes, ce qui est facilité par les complexes RAB GTPases et SNARE.

Les exosomes sont des vésicules de 30  à   90 nm, qui sont déversées par une cellule dans son environnement. À la différence des ectosomes, ils relarguent directement leur contenu intracellulaire dans le milieu extracellulaire (les ectosomes les relarguent empaquetés à l'intérieur de vésicules plus ou moins durables).
Ils ont été décrits pour la première fois en 1983.

## Formation
Ils peuvent être formés par tous les types cellulaires et notamment par les lymphocytes, les plaquettes, les mastocytes, les  cellules dendritiques, les cellules souches, les astrocytes ou les cellules tumorales. Les exosomes sont formés à partir des endosomes tardifs : la membrane endosomale s'invagine et il y a formation de vésicules dans ce compartiment. Cette structure est appelée corps multivésiculaire,. L'endosome peut ensuite aller fusionner avec le lysosome ce qui aboutira à sa dégradation; ou alors, l'endosome peut fusionner avec la membrane plasmique et cette fusion permet la libération des exosomes dans l'espace extracellulaire. Les exosomes contiennent différents constituants tels que des acides nucléiques et des protéines. Ces protéines se retrouvent dans le cytosol  ou les compartiments endosomaux, jamais dans le réticulum endoplasmique, l'appareil de Golgi, les mitochondries ou le noyau.
Les exosomes sont riches en diverses formes d'acides nucléiques, notamment de l'ARN  messager, de l'ARN mitochondrial, de l' ARN ribosomiques, de l'ARN long non codant, de l'ARN de transfert , des petits ARN nucléaires, du petit ARN nucléolaire et de l'ARN interagissant avec Piwi. Les exosomes peuvent également inclure de l’ADN double brin ou simple brin  et de l’ADN mitochondrial,.

Les exosomes peuvent circuler dans le sang et jouer ainsi un rôle à distance de leur lieu de production.

## Rôles
Les exosomes servent de véhicules de transport et d'expulsion de composants cellulaires. Les exosomes assurent les mêmes fonctions que leur cellule parentale. En outre, ils servent à la communication cellulaire en transférant des ARN messagers et des microARN et peuvent par exemple jouer un rôle dans l'immunité cellulaire, comme pour le relargage de CMH II. Les virus, comme les VIH utilisent aussi les exosomes à des fins de transport et de camouflage. Ces derniers participent également à la croissance des tumeurs et pourraient contribuer à la genèse de la maladie d'Alzheimer.

## Utilisation expérimentale en thérapeutique
Des recherches envisagent l'utilisation d'exosomes contenant des molécules thérapeutiques pour soigner les maladies autoimmunes ou le cancer. Des essais ont été effectuées sur un modèle animal d'hypertension artérielle pulmonaire avec des exosomes issus de cellules stromales du mésenchyme, permettant une amélioration de la maladie. Des essais cliniques sur la souris pour le traitement des cancers du pancréas ont montré des résultats prometteurs en améliorant le taux de survie des souris. Ces recherches utilisent en 2017 des exosomes modifiés génétiquement pour introduire des ARN interférents dans les cellules cancéreuses. En 2006, une expérience impliquant les exosomes mais réalisée par vaccination directe avec de l'ADN plasmidique a été tentée avec succès.
L'un des problèmes est l'obtention et l'isolement des exosomes. les techniques utilisées sont la centrifugation, l'ultrafiltration ou l'immunoprécipitation.
Des études récentes ont montré que l'alcalinisation lysosomale par la chloroquine favorise la sécrétion d'exosomes hébergeant l'α-synucléine ainsi que le domaine intracellulaire de l'APP, mais pas les APP-CTF[réf. à confirmer],.

## Exosomes et communication intercellulaire
Les scientifiques étudient activement le rôle que les exosomes peuvent jouer dans la signalisation de cellule à cellule, en émettant l'hypothèse que, parce que les exosomes peuvent fusionner avec des cellules éloignées de leur cellule source et libérer leur contenu dans des cellules éloignées, ils peuvent influencer des processus dans la cellule réceptrice.Par exemple, un ARN transféré d'une cellule à une autre, appelé "ARN navette exosomal", peut potentiellement affecter la production de protéines dans la cellule réceptrice,.Le rôle des exosomes dans la communication intercellulaire ou interorganique et la régulation métabolique a été examiné par Samuelson et Vidal-Puig en 2018. En transférant des molécules d'une cellule à l'autre, les exosomes de certaines cellules du système immunitaire, telles que les cellules dendritiques et les cellules B, peuvent jouer un rôle fonctionnel dans la médiation des réponses immunitaires adaptatives aux agents pathogènes et aux tumeurs. L'exportation exosomale de molécules de microARN est également associée à des niveaux intercellulaires retardés de microARN et affecte leur fonctionnalité en les piégeant dans des polysomes lourds.
Inversement, la production et le maintien des exosomes peuvent être influencés par des signaux moléculaires reçus par la cellule d'origine,. Cette hypothèse est étayée par le fait que les cellules tumorales exposées à l'hypoxie sécrètent des exosomes ayant un potentiel angiogénique et métastatique accru, ce qui suggère que les cellules tumorales s'adaptent au microenvironnement hypoxique en sécrétant des exosomes pour stimuler l'angiogenèse ou faciliter la formation de métastases dans un environnement plus favorable. Récemment, il a été démontré que le contenu en protéines exosomales peut changer au cours de la progression de la lympholeucémie chronique.